# Hisaya Morishige
Hisaya Morishige (森繁久彌, Morishige Hisaya) (Hirakata, 4 mei 1913 - 10 november 2009) was een Japans acteur.

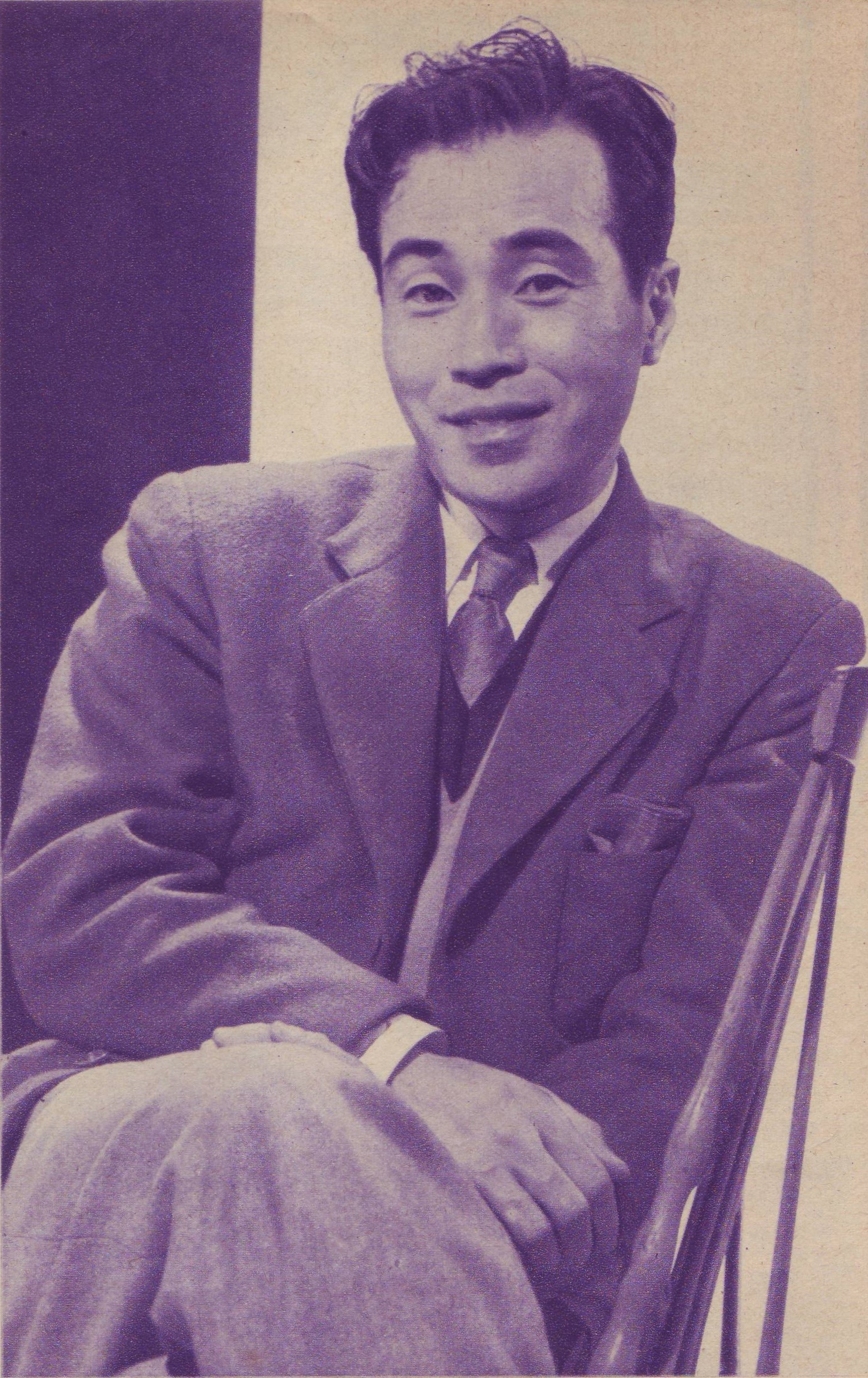

Morishige studeerde aan de Waseda-universiteit. Hij begon als toneelspeler en werd vervolgens omroeper bij de Japanse radio-omroep, NHK in Mantsjoerije. Hij was ook voorzitter van de Japanse acteursvereniging. Hij kreeg diverse onderscheidingen zoals de Orde van Culturele Verdienste uitgereikt door de keizer van Japan.
Morishige trad op in meer dan 165 films en verder in televisieseries, zowel in moderne als in klassiek-Japanse rollen. Hij was in 1976 de eerste gast in het televisieprogramma Tetsuko's Kamer (徹子の部屋, Tetsuko no heya) dat nog steeds loopt.

## Filmografie
- Romantic Daughters (ロマンス娘, Romansu musume) (1956)

- Bibliothèque nationale de France: cb16678353t (data)
- CiNii: DA00451702
- Gemeinsame Normdatei: 1243274190
- International Standard Name Identifier: 0000 0001 1444 9923
- Library of Congress Control Number: n81116887
- MusicBrainz: b5b9c1aa-1eca-47d1-8f94-9b4c4efb566b
- Bibliotheek van het Japanse parlement: 00047399
- Nationale Bibliotheek van Israël: 987007324597505171
- Virtual International Authority File: 56889252
- WorldCat: E39PBJbGRGYvchrj88kjGDMpT3